# Otto Burgemeister
Otto Burgemeister (* 27. Mai 1883 in Riestedt; † 31. Januar 1957 in Berlin) war ein deutscher Politiker (SPD). Er war von 1919 bis 1933 Mitglied der Berliner Stadtverordnetenversammlung, von 1947 bis 1951 Bezirksbürgermeister in Berlin-Tempelhof und von 1950 bis 1954 Mitglied des Abgeordnetenhauses von Berlin.

## Leben
Otto Burgemeister besuchte die Volksschule und erlernte in einer Lehre den Beruf des Rechtsanwaltsgehilfen. Mit 20 Jahren war er bereits Bürovorsteher in Sangerhausen und Quedlinburg.
1905 kam er nach Berlin, in die damals noch selbstständige Gemeinde Tempelhof. Hier wurde er 1913 Mitglied der SPD. Vor dem Ersten Weltkrieg wurde er zum Gemeindeverordneten gewählt.
Von 1919 bis 1933 war er Funktionär des Zentralverbands der Angestellten in Berlin. In den Berliner Adressbüchern wurde er noch bis 1937 als „Verbandssekretär“ geführt. Ab 1942 war Burgemeister für die juristische Abteilung der Allgemeinen Häuser- und Ingenieur-Bau AG verantwortlich.
Für die SPD war er von 1919 bis 1933 Mitglied der Berliner Stadtverordnetenversammlung. Er wurde von den Nationalsozialisten verfolgt und mehrfach in „Schutzhaft“ genommen.
Ab Juni 1945 war er Ortsbürgermeister von Berlin-Marienfelde und von 1946 bis 1947 Bezirksstadtrat im Bezirk Tempelhof, wo er anschließend bis 1951 Bezirksbürgermeister war. Bei der Wahl 1950 wurde er als SPD-Mitglied in das Berliner Abgeordnetenhaus gewählt, dem er bis 1954 angehörte. Im Jahr 1956 wurde er zum Stadtältesten von Berlin ernannt.

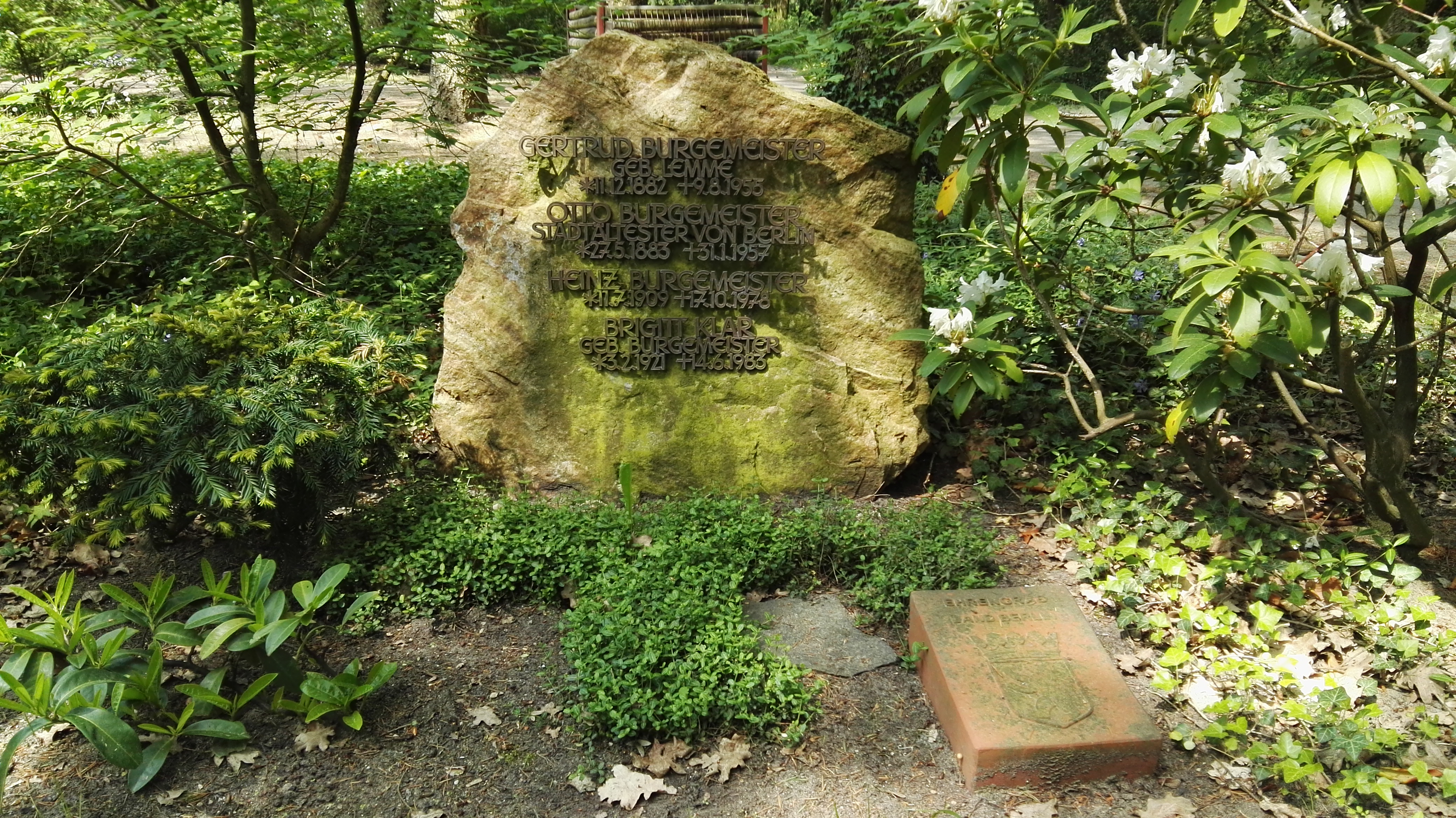
Ehrengrab auf dem Heidefriedhof in Berlin (2017)

Otto Burgemeister verstarb am 31. Januar 1957, er wurde auf dem Heidefriedhof in Berlin-Mariendorf beerdigt und seine Grabstätte E VII 283/284 ist als Ehrengrab der Stadt Berlin ausgewiesen.
Am 8. Juli 1960 wurde die ehemalige Kaiser-Wilhelm-Straße in Berlin-Tempelhof, in deren Nähe er während der Zeit des Nationalsozialismus gelebt hatte, in Burgemeisterstraße umbenannt.